# Гражданская война в Бирме
Гражданская война в Бирме (Мьянме) — война, которая велась с 1948 по 2012 год официальным правительством Бирмы с коммунистической оппозицией, а также с примыкавшими к коммунистам этническими повстанцами (шаны, карены, кая, моны, араканцы, качины и ряд других).
Война представляла собой противоборство между силами социал-демократической и ультралевой направленности, переплеталась с сепаратистскими движениями национальных меньшинств, актами вооружённой агрессии извне, выступлениями демократической оппозиции в городах, а также с борьбой за контроль и сбыт опиумной продукции.

## Причины и действующие силы
Период британского колониального господства привёл к появлению в экономике страны рыночного сектора и кризису архаичных социальных отношений в бирманской деревне. После капитуляции Японии в 1945 году в Бирме создалась нестабильная ситуация — крайнее опустошение страны в результате военных действий наложилось на значительную социальную напряжённость в бирманской деревне. К моменту провозглашения независимости в 1948 году огромные массивы земли по всей стране, особенно в Нижней Бирме, находились под контролем индийских ростовщиков, а также бирманских помещиков, жестоко эксплуатировавших массы бедного и среднего крестьянства. Кроме того, англичане перед своим уходом пообещали различным регионам Бирмы автономию или независимость, что способствовало росту напряжённости на окраинах страны; положение в Бирме было отчасти подобно противостоянию Израиля и арабской Палестины на Ближнем Востоке после прекращения английского протектората.
Радикализация настроений масс по всей стране обусловила раскол стоявшей у власти общебирманской политической коалиции «Антифашистская лига народной свободы», которая объединяла социалистов, коммунистов и ряд национальных партий. 27 марта 1948 года, отвергнув все попытки к примирению со стороны премьер-министра Бирмы социалиста У Ну, коммунисты Белого Флага по единому сигналу ушли в джунгли на заранее подготовленные базы и развернули вооружённую борьбу против правительства. Страну охватила широкомасштабная гражданская война.
На стороне правительства в войне оказались все противники крайних мер во внутренней и внешней политике: гражданская и военная бюрократия, рядовые военные разных национальностей, на отдельных этапах — национальная буржуазия и крестьяне-середняки. Главной опорой властей в аграрной стране с неустоявшейся социальной структурой выступала армия — наиболее сплочённая, энергичная и знакомая с европейской культурой часть бирманской элиты. Оппозиционный правительству лагерь представляла пёстрая масса сторонников различных радикальных преобразований социальной структуры. Это были, прежде всего, средние и беднейшие слои бирманского крестьянства, которые до аграрной реформы середины 60-х годов массово стекались под знамёна бирманских коммунистов, часть национальной буржуазии, недовольной отменой после переворота 1962 года демократических свобод и подавлением частного сектора экономики, а также вооружённые группировки национальных меньшинств.
Основу повстанческих сил составляли отряды бирманских коммунистов, изначально ослабленные политической борьбой внутри КПБ (Коммунистическая партия Бирмы ещё в марте 1946 года раскололась на две фракции: сразу ушедшую в лес КПБ Красного Флага — более радикальную, популярную среди крестьян Нижней Бирмы, и КПБ Белого Флага — более массовую и умеренную, опиравшуюся на патриархальное крестьянство среднего течения Иравади).
Борьба коммунистов с правительством Бирмы вовлекла в Гражданскую войну огромное число этнических группировок, которые входили в конфликты между собой, воевали с правительственными войсками, заключали союзы, побеждали, терпели поражения, рассеивались и вновь собирались под другим названием. Очаги напряжённости имелись (или имеются до сего дня) во всех без исключения регионах обитания национальных меньшинств Мьянмы.

## Начало (1948—1964)
Главным фронтом Гражданской войны в Бирме являлась борьба между бирманцами-коммунистами и бирманцами-социалистами (этнические бирманцы составляют 2/3 населения страны); группировки национальных меньшинств (примерно 1/3 населения страны) выступали на той или иной стороне конфликта, параллельно часто сражаясь между собой.
Популярности бирманских коммунистов, которые в 1949 году овладели вторым городом страны — Мандалаем — и контролировали большую часть центральных районов Бирмы, способствовали их обещания быстро и жёстко решить земельный вопрос и другие социальные противоречия. Позиции коммунистов внутри Бирмы усиливала разносторонняя поддержка КПБ со стороны Китая и Советского Союза.
Маоистское руководство КНР на протяжении десятилетий активно поддерживало борьбу бирманских коммунистов за власть над страной — направляло им оружие, деньги, инструкторов, надеясь после победы коммунистов превратить Бирму в полностью зависимую от Китая страну (наподобие Кампучии времён Пол Пота). Поддержка бирманских коммунистов со стороны СССР имела место лишь до начала 50-х годов и носила в основном идейно-политический характер; впоследствии она послужила причиной сдержанного отношения бирманского руководства к развитию связей с Советским Союзом и другими социалистическими странами.
В связи с резким подъёмом повстанческого движения внешние наблюдатели в конце 40-х годов сомневались, что официальное правительство Бирмы удержится у власти и страна сохранится как единое государство. К началу 1949 года ослабление армии, из которой дезертировало и перешло к повстанцам более 40 % личного состава, вспыхнувшее в Нижней Бирме восстание каренов, полное прекращение налоговых поступлений действительно поставили официальное правительство Бирмы на грань падения.
В феврале 1949-го мятежные карены осадили Рангун (ныне Янгон) и завязали уличные бои на окраинах столицы. Другая часть каренских подразделений вместе с коммунистами в апреле этого года овладела Мандалаем — вторым по величине городом страны. Мобилизация этнических бирманцев в ряды народного ополчения (Народная Добровольческая Организация — «Жёлтые Повязки») и срочные поставки оружия из-за границы (в основном, из Индии) позволили правительственной армии переломить ситуацию и отстоять Янгон.
В связи с рядом поражений на других фронтах и вступлением в войну на стороне правительства ополчений чинов и качинов, карены в мае 1949 года сняли осаду Янгона и покинули Мандалай, отступив на свою этническую территорию. Однако в 50-е годы исход Гражданской войны и в центре, и на окраинах Бирмы был ещё отнюдь не очевиден, хотя соотношение сил постепенно смещалось в пользу бирманских властей. Неспособность лидеров КПБ жестко контролировать свои отряды и пресекать злоупотребления в отношении мирного населения, их взаимные распри и раздоры с этносепаратистами привели в начале 50-х годы к ослаблению прокоммунистических симпатий среди этнических бирманцев.
Укрепившаяся правительственная армия сумела восстановить контроль над всеми провинциальными центрами Бирмы и значительной частью сельских районов страны. Установилось устойчивое равновесие между правительственными и повстанческими силами. Его не смогли нарушить и агрессивные акции режима Чан Кайши, только что потерпевшего поражение в китайской Гражданской войне. После победы коммунистической революции в Китае отряды армии Гоминьдана бежали на территорию Бирмы (штат Шан), надеясь на возврат в Китай и создание в КНР «освобождённых территорий». По этой причине правительство Чан Кайши на Тайване при поддержке США в 50-60-е годы предпринимало прямое и косвенное вмешательство в ситуацию в Бирме, финансируя и снабжая воевавшие с правительством гоминьдановские формирования и союзные им отряды национальных меньшинств.
В ответ на обращение Бирмы в Организацию Объединённых Наций, Совет Безопасности ООН в 1953 году осудил действия гоминьдановцев как агрессию со стороны Китая. Поддержка бирманских оппозиционеров со стороны Китая, СССР и США привела к дистанцированию Бирмы от всех этих держав на международной арене и способствовала активному участию страны в Движении неприсоединения.

## Перелом (1964—1989)
После военного переворота 1962 года диктатор Бирмы генерал У Не Вин (главнокомандующий армией с 1949 по 1988 год) провёл радикальную аграрную реформу, которая ликвидировала кабальную аренду (закон от 5 апреля 1964 года), и установил в стране государственную монополию на торговлю рисом. Индийских ростовщиков-землевладельцев изгнали из страны и вместе с ними Бирму покинула бо́́льшая часть многочисленной индийской диаспоры. В результате аграрных преобразований середины 60-х годов прекратилось прогрессирующее разорение бирманских крестьян — большинства населения страны. Стабилизация обстановки в деревне обусловила постепенный переход крестьянства Верхней Бирмы — главной базы коммунистов — на сторону правительства, это позволило Не Вину добиться и военного перелома в Гражданской войне, который произошёл в 1968—1970 годах после краха «всеобщего наступления» бирманских коммунистов, гибели харизматичного лидера КПБ(БФ) Такин Тан Туна и капитуляции главы КПБ(КФ) Такина Со.
Все дальнейшие попытки коммунистов переломить ситуацию в свою пользу не увенчались успехом. Они окончательно перестали пользоваться поддержкой этнических бирманцев и оказались оттеснены в отдалённые северо-восточные районы близ границы с Китаем. Происходившие здесь в 70—80-е серьёзные бои между повстанцами и правительственными войсками (нередко с 2-3 тысячами убитых с обеих сторон) обескровили бирманских коммунистов, которые лишились своих последних сторонников среди народностей ва и кокан. В апреле 1989 года восстание этих племен против бирманской верхушки КПБ вынудило последнюю бежать в Китай; оно поставило точку в шедшей с 1948 года борьбе коммунистов за власть над Бирмой. Поражение бирманских коммунистов — главной оппозиционной силы Бирмы — сделало замирение правительства с этническими повстанцами вопросом времени.
В то же время, жёсткая унитарная политика центра во времена Не Вина и этатистские законы (в рамках строительства бирманского социализма) нередко вынуждали жителей национальных округов поддерживать вооружённую оппозицию. Окраинные районы Бирмы, контролируемые оппозицией, играли важную роль в свободной торговле с Таиландом, Бангладеш и Индией.
Непопулярность среди горожан Бирмы военного правительства, которое подавило демократические силы, закрыло университеты и не смогло справиться с хозяйством страны, также подпитывала вооружённые отряды оппозиции и затягивала гражданскую войну. Её продолжению способствовало превращение восточных районов Бирмы в неподконтрольную правительству «серую» зону наркопроизводства и наркоторговли — основную часть находящегося на территории нескольких стран Юго-Восточной Азии Золотого треугольника. Торговля наркотиками приносила повстанческим группировкам большие доходы, давая возможность содержать хорошо вооружённые армии. В то же время, втягивание вооружённой оппозиции в наркопроизводство в действительности явилось следствием неуклонного сокращения социальной базы бирманских повстанцев (ещё в 60 — 70-е годы благодаря успешной аграрной реформе от участия в Гражданской войне отошла основная масса этнических бирманцев — жителей сельских районов страны). Поэтому приток средств от торговли наркотиками не помог оппозиционерам изменить в свою пользу общий ход гражданской войны в стране.

## Заключительный этап (1989—2012)
Либерализация экономики после военного переворота 1988 года наряду с появлением у государства в 2000-е значительных газовых доходов позволили правительству усилить военно-политическое давление на правую оппозицию (радикальные городские слои, группировки этносепаратистов) и обеспечили дальнейшую стабилизацию обстановки в стране. Широкое участие представителей национальных меньшинств Мьянмы в обсуждении и принятии Конституции 2008 года подвело черту в гражданской войне.
Достижение в 2011 году компромисса между военными и городскими слоями правой оппозиции (включение Национальной Лиги за демократию в реформируемую политическую систему), а также примирение в январе 2012 года правительства Мьянмы с Каренским Национальным Союзом — самой упорной и непримиримой группировкой этносепаратистов — позволяет считать гражданскую войну в Мьянме в целом закончившейся.
Основную тяжесть Гражданской войны вынесла на себе правительственная армия Бирмы, руководимая генералом Не Вином и его выдвиженцем старшим генералом Тан Шве. Вооруженные силы Бирмы, непрерывно воевавшие на протяжении более чем 60 лет, к 2000-м годам превратились в одну из сильнейших армий Юго-Восточной Азии (наряду с вьетнамской). В ходе конфликта военное сословие стало господствующей силой во внутренней жизни Бирмы — важным стержнем формирующейся военно-гражданской политической системы .

## Гражданское противостояние в национальных регионах Бирмы (1948—2012)
Распространение товарно-денежных отношений среди окраинных народов и племён колониальной Бирмы привело к кризису их традиционного уклада жизни. Сохранявшая большое влияние на массы племенная верхушка окраинных народов стремилась увековечить свою власть и привилегии на новом этапе развития, простые общинники, напротив, часто были недовольны усилением эксплуатации со стороны знати. Под влиянием пропаганды британских колонизаторов к моменту провозглашения независимости страны (4 января 1948 года) в дезинтегрированных национальных сообществах Бирмы актуализировалась память о межнациональных конфликтах прошлого, широко распространились иллюзии о возможности обособленного существования под протекторатом бывшей метрополии.
Национальный аспект Гражданской войны в Бирме на её первом этапе (до начала 70-х годов) состоял в попытке монов и монизированных каренских племён взять реванш за поражения в монско-бирманских войнах XV—XVIII веков. Ставкой в этой борьбе было единство страны: сохранение единой Бирмы во главе с этническими бирманцами, или её распад на конгломерат полунезависимых племенных образований, группирующихся вокруг монско-каренского государства в Нижней Бирме и державы этнических бирманцев в среднем течении реки Иравади (возврат к положению XV — начала XVI веков).
После перелома в Гражданской войне (1968—1970-е годы) и поражения бирманских коммунистов — главной оппозиционной силы страны — замирение правительства Бирмы с национальными меньшинствами стало вопросом времени. Укрепление позиций правительства Бирмы, наряду с сокращением поддержки этнических повстанцев из-за границы, привело к тому, что в 70—90-е годы курс на достижение полной независимости из всех сепаратистских группировок последовательно отстаивал лишь Каренский Национальный Союз. Остальные этнические сепаратисты вели (или ведут до настоящего времени) более или менее завуалированный торг с центральными властями об условиях вхождения в единое бирманское государство.

### Чины
Чинские племена, осевшие в горах между Иравади и Брахмапутрой, исторически были одними из наиболее лояльных бирманским государям обитателей горных районов страны. Отстаивая собственную автономию, чины, тем не менее, никогда не оспаривали вхождения в состав бирманского государства.
На рубеже 40-х и 50-х годов XX века, когда бирманская держава оказалась на грани распада во время гражданской войны, чинские вожди оказали поддержку центральному правительству — предоставили в его распоряжение 15 батальонов ополчения. В обмен на эти услуги бирманское правительство до сих пор практически не вмешивалось во внутреннюю жизнь чинских племен. Чинский национальный штат по сей день является едва ли не самой замкнутой и полностью закрытой для посещений иностранцев территорией Бирмы.

### Качины
Как и другие горцы, воинственные качины в XVIII—XIX веках поставляли отряды в войско бирманских царей, но их связь с центральным правительством была более номинальной, чем у чинов или шанов. В конце 40-х годов XX века, в обмен на сохранение на территории качинского региона власти феодальных вождей, качины согласились поддержать в гражданской войне официальное правительство Бирмы — выставили для его поддержки двадцатитысячное ополчение. Кроме того, качинские батальоны преданно сражались с мятежниками в составе бирманской армии. Однако последовавшие в 50—60-е годы попытки бирманских властей ликвидировать в Качинской области традиционные институты власти обусловили охлаждение отношений качинов и центра.
По состоянию на 2000-е годы на территории штата Качин действовала Организация независимости Качина. В 1990-е годы ОНК подписала с властями соглашение о прекращении огня, однако она не разоружается и продолжает деятельность, связанную с выращиванием опиума и контрабандной торговлей с соседними областями Китая. Стремление нынешнего бирманского правительства пресечь эту деятельность ОНК и взять под контроль границу с Китаем в 2011—2012 годах вызвало самый серьёзный за последние десятилетия конфликт между центральной властью и качинскими сепаратистами; он усугубляется неурегулированностью условий, на каких структуры ОНК могут войти в ныне формируемые общебирманские институты власти.

### Моны
Потерпев поражение в монско-бирманских войнах XV—XVIII веков, моны до прихода англичан лишь менее 100 лет находились в составе единой Бирмы, вынашивая идею возвращения своей самостоятельности. После достижения Бирмой в 1948 году независимости от Англии Монский Народный Фронт и Каренский Национальный Союз, опиравшийся на монизированных южных каренов, попытались переиграть результаты монско-бирманских войн. В августе 1948 года военные крылья МНФ и КНС — Организации Защиты Монского и Каренского Народов — провозгласили курс на создание объединённого монско-каренского государства в пределах всей Нижней Бирмы. С началом каренского восстания в январе 1949 года монские отряды приняли активное участие в осаде Янгона.
Большая часть монского населения Бирмы, однако, осталась в стороне от вооружённой борьбы за независимость — самые активные её сторонники среди монов ещё в Средние века были перебиты бирманцами или бежали к соседним каренам и в Таиланд. В собственно монских регионах Бирмы ограниченную вооружённую борьбу за независимость до начала 90-х годов вёл Монский Народный Фронт, преобразованный в 1962 году в Партию Нового Монского Государства.
В целом Монский штат в 2000-е годы являлся самым мирным и открытым для туристов национальным регионом Бирмы.

### Карены
Номинально карены признавали власть средневековых монских и бирманских государей, однако практически они никому не подчинялись, совершали постоянные набеги на более развитых соседей и активно занимались работорговлей. С захватом Бирмы англичанами, настроенная антибирмански верхушка монизированных каренов охотно восприняла христианство и превратилась в надёжную опору колонизаторов.
Проанглийски ориентированные каренские лидеры сыграли важную роль в перерастании конфликта между бирманскими коммунистами и социалистами в полномасштабную гражданскую войну. В январе 1949 года восстание прекрасно обученных каренских батальонов бирманской армии поставило официальное правительство страны на грань гибели. Зимой 1949-го карены осадили Рангун (Янгон) и завязали уличные бои на окраинах столицы. Мобилизация этнических бирманцев в ряды народного ополчения и срочные поставки оружия из-за границы позволили правительственной армии переломить ситуацию и отстоять Янгон. В связи с рядом поражений на других фронтах и вступлением в войну на стороне правительства этнических ополчений чинов и качинов карены в мае 1949 года сняли осаду Янгона, отступив на свою этническую территорию. Здесь КНС успешно отражал атаки правительственных войск и долгие десятилетия вынашивал идею создания независимого государства. Для облегчения его признания западными державами карены — единственные среди этнических мятежников — даже серьёзно боролись с наркопосадками и наркоторговлей на своей территории. Окончательное поражение бирманских коммунистов — главной оппозиционной силы Бирмы — сделало надежды каренов на независимость совсем призрачными.
В 1995 году в результате массированного наступления правительственные войска заняли столицу каренской оппозиции городок Манепло, и сторонам удалось достичь перемирия. Генерал Бо Мя — лидер КНС — ушёл в отставку, передав управление своему сыну Нердах Мя. 12 января 2012 года КНС официально примирился с правительством и прекратил вооружённую борьбу за независимость.

### Кая
В ходе начавшейся в независимой Бирме гражданской войны племена кая (известные среди бирманцев как «каренни» — «красные» карены), после убийства в августе 1948 года своего лидера князя У Би Хту, примкнули к каренским повстанцам и приняли участие в осаде Янгона зимой — весной 1949 года. После поражения монско-каренского восстания 1949—1950 годов каяские племена раскололись: в 1957 году сторонники независимости кая сформировали Национальную прогрессивную партию каренни, вооружённым крылом которой является Армия каренни. Эта армия продолжает сопротивление до настоящего времени, за исключением короткого периода прекращения огня в 1995 году. Против неё выступили Новая Земельная партия кая и Фронт национального освобождения каренни, которые заключили союз с центральным правительством Бирмы.
Хотя переговоры о прекращении огня с Армией каренни регулярно возобновляются, окончательного соглашения не найдено и вооружённые столкновения то и дело возникают снова. Лояльные правительству партии кая, между тем, одобрили Конституцию 2008 года и в ноябре 2010-го приняли участие в общенациональных парламентских выборах.

### Шаны
После начала колониального периода британцы установили в шанских регионах систему косвенного управления — законсервировали старинные порядки в 33 княжествах Шанской федерации и укрепили в них всевластие местной крупной аристократии. К моменту достижения Бирмой независимости в 1948 году проанглийски настроенные крупные шанские князья-собуа добились для шанов конституционного права по прошествии 10 лет выйти из состава бирманского государства. Против такого развития событий выступали владетели небольших княжеств Шанской области и массы простых шанов, которых притесняли и эксплуатировали крупные шанские магнаты.
Учитывая непопулярность крупной аристократии среди населения Шанского государства, правительство У Ну в 1952 году провело в парламенте закон об установлении в шанских княжествах власти временной военной администрации. Осенью 1952 года части бирманской правительственной армии вошли на территорию Шанской области, но вскоре натолкнулись на упорное сопротивление дружин шанских феодалов и племенных ополчений некоторых других народностей штата Шан (ва, палаунгов, кокан и других). Местные сепаратисты действовали при поддержке формирований армии Гоминьдана, которые в 1950 году отошли в Бирму под натиском победоносных китайских коммунистов. Использую всестороннюю помощь со стороны США, гоминьдановцы генерала Ли Ми в союзе с местными племенными лидерами создали на бирманской территории неподконтрольную центральной власти «серую» зону наркопроизводства и наркоторговли — плацдарм для диверсий против КНР.
В начале 60-х годов бирманские правительственные войска вместе с частями НОАК вытеснили большую часть гоминьдановцев за пределы Шанской области. Тем не менее, воспользовавшись скованностью основных сил правительственной армии борьбой с коммунистами в Центральной Бирме, племенные сепаратисты шанского региона в значительной мере сохранили контроль над своими владениями. После поражения бирманских коммунистов центральные власти Бирмы смогли усилить военное и политическое давление на наркобаронов шанской области.
Среди 17 этносепаратистских группировок, действовавших на территории области Шан к началу 90-годов, особой силой и влиянием выделялись Объединённая армия государства Ва, Монско-тайская армия, Южная армия шанского государства и Армия национально-демократического альянса Мьянмы.
В январе 1996 года бирманские правительственные войска взяли Хомонг, оплот одной из наиболее сильных группировок, и крупный наркобарон Кхун Са — лидер МТА — сдался властям вместе с 15 тысячами своих бойцов. Под давлением центра другие группировки этносепаратистов области Шан также заключили в 90-е годы перемирие с властями, затем сформировали политические партии и приняли участие в общебирманских парламентских выборах в ноябре 2010 года. Тем не менее, даже к 2015 году проблему региона Шан нельзя назвать до конца решённой — власть центрального правительства до сих пор является номинальной во многих районах штата Шан, особенно там, где массово оседают нелегальные мигранты из соседнего Китая.

### Аракан
В разные периоды своей истории Аракан то входил в состав бирманских царств, то существовал как независимое государство. Несмотря на то, что мусульманская Бенгалия в XVI—XVII веках непосредственно входила в состав Араканского царства, буддисты-араканцы в Средние века практически не смешивались с мусульманами.
Сохраняя память о былой славе независимого Аракана, часть ракхайнцев после провозглашения независимости Бирмы в 1948 году выступила в поддержку широкой политической автономии региона, которую в 50-е—60-е годы с оружием в руках отстаивали активисты Национального объединённого фронта Аракана. Ещё большей популярностью пользовались в Аракане местные коммунисты, которые в 1948—1950-м годах контролировали значительную часть его территории.
Только в начале 70-х годов, после успешной аграрной реформы генерала Не Вина и предоставления буддистам-араканцам статуса национального меньшинства, местное население отошло от поддержки вооружённой оппозиции правительству. Примирению араканцев с центральной властью способствовало обострение отношений местных буддистов с мусульманским меньшинством, начавшееся ещё в колониальный период.
Со второй половины XIX века быстрое экономическое развитие британской Бирмы привело к массовой трудовой миграции индийцев, в том числе индийских мусульман, на бирманскую территорию. Последние особенно охотно оседали в граничащем с Бенгалией Ракхайне. Ещё в 1930-е годы рост напряженности в отношениях между местными буддистами и мусульманами вылился в серию кровавых взаимных погромов, которые достигли наибольшего размаха в 1942 году, после начала японской оккупации. Тогда же возникло существующее по сей день движение мусульман-моджахедов за отделение районов Ракхайна с преимущественно мусульманским населением и образование независимого государства Аракандеш.
Сепаратистски настроенные лидеры местных мусульман требуют предоставления им Мьянмой гражданских прав и заявляют о своей принадлежности к особой народности рохинджа. После буддийско-мусульманских погромов 2012 года они были признаны ООН одной из наиболее притесняемых в мире этнических групп.
Бирманские власти считают, что народа рохинджа не существует, поскольку ракхайнские мусульмане говорят на диалектах бенгальского языка и в массе своей идентифицируют себя с бенгальцами.
Господствующие в мусульманских анклавах Аракана сепаратистские группировки Араканский фронт независимости рохинджа и Организация солидарности рохинджа опираются на политическую, финансовую и информационную поддержку западных демократий и монархий Аравийского полуострова. Отсутствие продуманной политики по отношению к мусульманам Ракхайна со стороны центральных властей Мьянмы привело к распространению в их среде радикальных исламистских идей и сформировало на западе Юго-Восточной Азии потенциально опасный террористический очаг.

## Современное состояние
Этнические бирманцы отошли от массового участия в вооружённой борьбе с правительством ещё в 70-е — 80-е годы. Национальные меньшинства Бирмы, потерпев ряд поражений от правительственных сил, приняли активное участие в обсуждении и принятии Конституции 2008 года, которая упорядочивает систему управления в национальных областях страны и включает вооружённые этнические формирования в состав бирманской армии.
Примирение в январе 2012 года правительства Мьянмы с Каренским Национальным Союзом — самой упорной и непримиримой группировкой этносепаратистов — подвело черту в войне на окраинах Бирмы. Сформированные во всех регионах страны политические партии в ноябре 2010-го и в апреле 2012-го годов участвовали в выборах парламента Мьянмы и гражданских органов власти на местах.

## В фильмах
- События Гражданской войны в Бирме отражены в художественном фильме «Рэмбо IV», который хоть и не является серьёзным и достоверным источником, но даёт представление о положении дел в стране.
- Отражение этой войны также можно увидеть в фильме «Ларго Винч 2: Заговор в Бирме», где показан весь ужас гражданской войны.
- В фильме «Вдали от Рангуна», в основу которого положены реальные события, произошедшие в Бирме в 1988 году,
- В фильме Люка Бессона «Леди», который рассказывает о гражданском противостоянии в Бирме от лица нобелевского лауреата Аун Сан Су Чжи и её семьи.